# Odontobatrachus smithi
Odontobatrachus smithi é uma espécie de anfíbio anuro da família Odontobatrachidae. Está presente na Guiné. A UICN classificou-a como quase ameaçada.